# Lijst van partners van tsaren van Rusland
Dit is een lijst van gemalen en gemalinnen van de Russische heersers van 1547 tot aan de Russische Revolutie van 1917.

## HuisRuriken
| Nr. | Gemaal of gemalin | Gemaal of gemalin          | Periode          | Opmerkingen |
| --- | ----------------- | -------------------------- | ---------------- | --- |
| 1   |                   | Anastasia Romanova         | 1547 - 1560      | Zij was de eerste vrouw van tsaar Ivan IV van Rusland, ook wel bekend als de Verschrikkelijke. Ze kreeg zes kinderen waaronder de latere tsaar Fjodor I. Ze stierf in 1560.                           |
| 2   |                   | Maria Temrjukovna          | 1561 - 1569      | Zij was de tweede vrouw van tsaar Ivan IV van Rusland. Ze kreeg een kind: Vasili Ivanovitsj. Ze stierf in 1569.                                                                                       |
| 3   |                   | Marfa Sobakina             | 1571             | Zij was de derde vrouw van tsaar Ivan IV van Rusland. Ze kreeg geen kinderen. Ze stierf op 13 november 1571. Ze was nog geen maand tsarina.                                                           |
| 4   |                   | Anna Koltovskaja           | 1572 - 1574      | Zij was de vierde vrouw van tsaar Ivan IV van Rusland. Ze kreeg geen kinderen. Ze werd door Ivan verstoten en opgesloten in het klooster Vedenski in 1574.                                            |
| 5   |                   | Anna Vasilchikova          | 1575 - 1576/1577 | Zij was de vijfde vrouw van tsaar Ivan IV van Rusland. Ze kreeg geen kinderen. Ze werd door Ivan opgesloten in een klooster ca.1576/1577.                                                             |
| 6   |                   | Vasilisa Melentjeva        | 1579             | Zij was de zesde vrouw van tsaar Ivan IV van Rusland. Ze kreeg geen kinderen. Ze werd door Ivan haar hele huwelijkstijd opgesloten in een klooster. Ze stierf in 1579.                                |
| 7   |                   | Maria Dolgoroekaja         | 1580             | Zij was de zevende vrouw van tsaar Ivan IV van Rusland. Het huwelijk was niet door de Kerk erkend. Ze kreeg geen kinderen. Ivan kwam erachter dat ze een minnaar had en liet haar in 1580 verdrinken. |
| 8   |                   | Maria Nagaja               | 1581 - 1584      | Zij was de achtste en laatste vrouw van tsaar Ivan IV van Rusland. Ze kreeg een kind: Dimitri Ivanovitsj. In 1584 stierf Ivan en zo kwam er een einde aan het huwelijk.                               |
| 9   |                   | Irina Fjodorovna Godoenova | 1584 - 1598      | Zij was de vrouw van tsaar Fjodor I en de zus van tsaar Boris Godoenov. Uit dit huwelijk kwamen geen kinderen voort. Ze regeerde als Alexandra Fjodorovna Godoenova.                                  |

## Tijd der Troebelen
| Nr. | Gemaal of gemalin | Gemaal of gemalin                      | Periode     | Opmerkingen |
| --- | ----------------- | -------------------------------------- | ----------- | --- |
| 10  |                   | Maria Grigorievna Skuratova - Belskaja | 1598 - 1605 | Zij was de vrouw van tsaar Boris Godoenov. Ze was de moeder van de latere tsaar Fjodor II.                                                                                               |
| 11  |                   | Marina Mniszech                        | 1605 - 1606 | Zij was de vrouw van tsaar Dimitri I. Uit dit huwelijk kwamen geen kinderen voort. |
| 12  |                   | Catharina Bujnosova-Rostovskaja        | 1608 - 1610 | Zij was de vrouw van tsaar Vasili IV. Uit dit huwelijk kwamen twee kinderen voort: Anna en Anastasia die beiden op jonge leeftijd stierven. Ze regeerde als Maria Bujnosova-Rostovskaja. |

## Huis Romanov
| Nr. | Gemaal of gemalin | Gemaal of gemalin                | Periode     | Opmerkingen |
| --- | ----------------- | -------------------------------- | ----------- | --- |
| 13  |                   | Maria Dolgoroekova               | 1624        | Vrouw van tsaar Michaël I van Rusland, ze trouwden in 1624, maar stierf vier maanden later. |
| 14  |                   | Jevdoksia Stresjnjova            | 1626 - 1645 | Was de tweede vrouw van tsaar Michaël I van Rusland. Michaël I kreeg bij haar tien kinderen, van wie er zes jong overleden. |
| 15  |                   | Maria Miloslavskaja              | 1648 - 1669 | Vrouw van tsaar Alexis van Rusland, en de moeder van twee tsaren: Fjodor III en Ivan V. |
| 16  |                   | Natalja Narysjkina               | 1671 - 1676 | Tweede vrouw van tsaar Aleksej I van Rusland. Ze werd moeder van drie kinderen waaronder de latere tsaar Peter I van Rusland. |
| 17  |                   | Agafia Groesjetskaja             | 1680 - 1681 | Eerste vrouw van tsaar Fjodor III van Rusland. Ze stierf op 14 juli 1681 in het kraambed toen ze was bevallen van dochter Ilja. |
| 18  |                   | Marfa Apraksina                  | 1682        | Tweede vrouw van tsaar Fjodor III. Ze trouwde met de tsaar op 5 februari 1682, maar het huwelijk duurde niet lang, want Fjodor stierf op 7 mei 1682. |
| 19  |                   | Praskovja Saltykova              | 1684 - 1696 | Vrouw van tsaar Ivan V van Rusland. Ze werd in 1693 moeder van de latere tsarina Anna van Rusland. |
| 20  |                   | Eudoxia Lopoechina               | 1689 - 1698 | Eerste vrouw van tsaar Peter de Grote. Eudoxia werd moeder van tsarevitsj Aleksej Petrovitsj. |
| 21  |                   | Marta Skavronskaja               | 1721 - 1725 | Tweede vrouw van tsaar Peter de Grote. Werd moeder van de latere keizerin Elisabeth van Rusland. Ze regeerde onder de naam Catharina Aleksejevna. |
| 22  |                   | Aleksej Razoemovski              | 1742 - 1762 | De geheime man van tsarina Elisabeth van Rusland. |
| 23  |                   | Sophie Augusta van Anhalt-Zerbst | 1762        | Vrouw van tsaar Peter III van Rusland. Door de dood van tsarina Elisabeth in 1762 werd Peter III tsaar. Dit tot groot ongenoegen van Catharina en op 18 juli van dat jaar greep Catharina de macht als Catharina II. Tsarina (gemalin) als Catharina Aleksejevna. |
| 24  |                   | Sophia Dorothea van Württemberg  | 1796 - 1801 | De vrouw van tsaar Paul I van Rusland. Tsaar Paul werd in 1801 vermoord en daardoor werd Alexander, de oudste zoon van Sophia Dorothea, de nieuwe tsaar. Ze was tsarina als Maria Fjodorovna.                                                                     |
| 25  |                   | Louise van Baden                 | 1801 - 1825 | Vrouw van tsaar Alexander I van Rusland. Uit het huwelijk werden twee dochters geboren Maria en Elisabeth, maar die stierven allebei op jonge leeftijd. Ze was keizerin als Elisabeth Alexejevna.                                                                 |
| 26  |                   | Charlotte van Pruisen            | 1825 - 1855 | Vrouw van tsaar Nicolaas I van Rusland onder de naam Alexandra Fjodorovna. |
| 27  |                   | Marie van Hessen-Darmstadt       | 1855 - 1880 | Eerste vrouw van tsaar Alexander II van Rusland. Ze was tsarina als Marie Alexandrovna. Moeder van Alexander III van Rusland. Ze stierf in 1880. |
| 28  |                   | Catharina Dolgoroekova           | 1880 - 1881 | Tweede vrouw van tsaar Alexander II van Rusland. Ze kregen vier kinderen, allemaal voor de officiële huwelijksdatum. |
| 29  |                   | Dagmar van Denemarken            | 1881 - 1894 | Vrouw van tsaar Alexander III van Rusland onder de naam Maria Fjodorovna. Ze was de moeder van Nicolaas II. |
| 30  |                   | Alix van Hessen-Darmstadt        | 1894 - 1917 | Vrouw van tsaar Nicolaas II van Rusland, onder de naam Alexandra Fjodorovna. Ze was moeder van Olga, Tatjana, Maria, Anastasia en van Aleksej. Ze werd op 16 juli 1918 vermoord.                                                                                  |